# NGC 7596
NGC 7596 је лентикуларна галаксија у сазвежђу Водолија која се налази на NGC листи објеката дубоког неба.
Деклинација објекта је - 6° 54' 42" а ректасцензија 23h 17m 12,0s. Привидна величина (магнитуда) објекта NGC 7596 износи 14,2 а фотографска магнитуда 15,2. NGC 7596 је још познат и под ознакама IC 1477, MCG -1-59-11, IRAS 23145-0711, PGC 70932.